# Синкопа (музика)
Синкопа (енг. syncopation, фр. syncope) је метричко-ритмичка фигура која настаје спојем ненаглашеног и наглашеног тактовог дела. Нагласак се преноси на наглашени тактов део, тј. на почетак синкопе. Због нарушеног нормалног распореда нагласака у такту, синкопа у музици исказује душевни немир.
Синкопа је увек наглашена. Највише се употребљава у џез-музици, у којој су честе појаве низа синкопа.

## Правилна и неправилна синкопа
Састав вредности нота одређује да ли је синкопа: 1. правилна или 2. неправилна.
| 1. Правилна синкопа | 1. Правилна синкопа                                                                                               |
| ------------------- | --- |
|                     | Написана правилна синкопа звучи: Имате потешкоће при редпродукцији овог записа? Погледајте ВП:Помоћ око снимака . |

| 2. Неправилна синкопа | 2. Неправилна синкопа                                                                                               |
| --------------------- | --- |
|                       | Написана неправилна синкопа звучи: Имате потешкоће при редпродукцији овог записа? Погледајте ВП:Помоћ око снимака . |

## Приказ настанка синкопе између два такта
У дводелном и троделном такту (2/4, 3/4, 3/8) наглашена је прва јединица бројања, а у четвороделном (4/4, 4/8...) наглашене су прва и трећа. Остале су ненаглашене. 
| уместо: | добија се: |
| --- | --- |
| | |
| то звучи: | |
| Звучни приказ горњег примера (пре везивања нота). Имате потешкоће при редпродукцији овог записа? Погледајте ВП:Помоћ око снимака . | Звучни приказ горњег примера (везане ноте d ). Имате потешкоће при редпродукцији овог записа? Погледајте ВП:Помоћ око снимака . |

## Приказ настанка синкопе у границама такта
Исто се дешава и код краћих нотних вредности. 
| уместо: | настаје: |
| --- | --- |
| | |
| то звучи: | |
| Звучни приказ горњег примера (пре везивања нота). Имате потешкоће при редпродукцији овог записа? Погледајте ВП:Помоћ око снимака . | Звучни приказ горњег примера (везане ноте d ). Имате потешкоће при редпродукцији овог записа? Погледајте ВП:Помоћ око снимака . |

| што се пише и овако:                                                                                                   |
| --- |
| |
| то звучи: |
| Звучни приказ горњег примера синкопе. Имате потешкоће при редпродукцији овог записа? Погледајте ВП:Помоћ око снимака . |